# Universidade Católica de Santos
Die Katholische Universität von Santos, pt: Universidade Católica de Santos, Abkürzung UNISANTOS ist eine katholische Universität mit Sitz in Santos, Baixada Santista im Staat São Paulo.
Vorläufer der Hochschule ist die 1952 gegründete Sociedade Visconde de São Leopoldo. 1986 erfolgte die Umfirmierung zur Universidade Católica de Santos und die staatliche Anerkennung. Die UNISANTOS ist mit ca. 36.000 Studenten eine der größten Hochschulen Brasiliens.
In Santos gibt es über 100 durch das Ministerium für Bildung anerkannte Hochschulen.